# Kurt Eisner
Pour les articles homonymes, voir Eisner.
Kurt Eisner, né le 14 mai 1867 à Berlin et mort le 21 février 1919 à Munich, est un écrivain, philosophe et homme politique socialiste (d’abord membre du SPD, puis, après 1917, de l’USPD) allemand. Il joue un rôle important au cours de la révolution de novembre 1918, participant au renversement de la monarchie en Bavière.
Sous l’ère wilhelmienne de l’Empire allemand, il se fait un nom en tant que journaliste et écrivain républicain. Il publie une étude sur Friedrich Nietzsche, puis est journaliste à la Frankfurter Zeitung, et enfin devient éditeur en 1898 au Vorwärts, le journal central du Parti social-démocrate (SPD). Berlinois de confession juive, il prend la nationalité bavaroise.
Il s’oppose au soutien de l’Empire allemand à l’Autriche-Hongrie contre la Serbie, mais cependant il soutient le gouvernement au début de la Première Guerre mondiale par crainte d'une invasion russe. En 1917, il adopte les thèses pacifistes et rejoint le Parti social-démocrate indépendant (USPD) dont il devient rapidement un des dirigeants. Arrêté en 1918, il est libéré peu après.
En novembre 1918, dans le contexte de la révolution allemande, il contribue au renversement de la monarchie bavaroise et proclame la république, dont il est le premier ministre-président et le ministre des Affaires étrangères. Il meurt assassiné par un lieutenant de la garde, le comte Anton Arco-Valley, le 21 février 1919. Quelques semaines plus tard, l’éphémère république des conseils de Bavière est proclamée.

## Biographie

### Jeunesse
Fils du fabricant de tissu juif Emanuel Eisner, Kurt passe sa jeunesse à Berlin. Il fréquente le lycée des Ascaniens, où il passe son baccalauréat en 1886. Il étudie d'abord la philosophie et la germanistique à l’université Humboldt de Berlin, mais y met un terme en 1889 alors qu'il prépare une dissertation sur Achim von Arnim.
Au cours des années 1890, Eisner travaille comme journaliste pour plusieurs journaux et revues, dont le Frankfurter Zeitung et le Hessische Landeszeitung. Ses critiques finement ciselées contre Nietzsche lui valent une réputation qui dépasse les seuls cercles littéraires. Il épouse en 1892 Elisabeth Hendrich. Ils ont cinq enfants.

### Journaliste auVorwärts
Il est condamné à neuf mois de prison pour crime de lèse-majesté en raison d'articles critiques envers la monarchie dans les journaux berlinois. Le Parti social-démocrate d'Allemagne (SPD) fête sa libération, bien qu'il soit, sinon opposé, du moins très réservé à l'égard du marxisme prégnant à l’époque dans le parti. Eisner trouve en effet plutôt ses idéaux dans la philosophie des Lumières d’Emmanuel Kant et, particulièrement lorsqu'il collabore au Hessische Landeszeitung de Marbourg, dans le néokantisme d’Hermann Cohen et de Paul Natorp. À l'instar des « Kantiens rouges » Karl Vorländer et Franz Staudinger (de), Eisner cherche à fonder la politique de la social-démocratie sur la pensée de l’École de Marbourg par une synthèse de Kant et de Marx :

« Car dans les faits, aussi fondamentalement et profondément hégélien qu'il soit, Marx s'inscrit dans la lignée de Kant, des grands penseurs du XVIIIe siècle… »

— Kurt Eisner, Kant
Aussi le SPD était-il le parti dont les buts politiques étaient les plus proches de ceux d'Eisner, même si, au tournant du siècle, au milieu des débats sur le révisionnisme, ses prises de position en faveur d'un socialisme éthique suscitaient des controverses entre Eduard Bernstein et ceux qui, à propos de Karl Kautsky, critiquaient son « marxisme orthodoxe ». À la fin de l'été 1898, Wilhelm Liebknecht, rédacteur en chef du Vorwärts, l'organe central du SPD, nomme Eisner rédacteur au journal et le propose comme successeur d’Adolf Braun (de) ; en décembre de la même année, Eisner adhère au parti. La nomination d'Eisner à la rédaction de Vorwärts est destinée, dans la pensée de Liebknecht, à élever le niveau du journal du parti :

« Eisner de Marbourg rejoint Berlin à ma demande pour s'occuper du Vorwärts. C’est une fine lame que nous avons là, et qui, j'espère, fera tomber quelques têtes. Peut-être ainsi parviendrons-nous à la fin à faire de notre feuille un véritable journal. »

— Wilhelm Liebknecht, Lettre à Max Quarck, Berlin, 23 novembre 1898.
Comme Liebknecht, le rédacteur en chef, ne peut entièrement assurer ses fonctions au journal à cause de son mandat de député au Reichstag, Eisner, fort de son expérience journalistique et même administrative dans la presse bourgeoise, se hisse rapidement à la tête de la rédaction du Vorwärts, ce que même ses adversaires reconnaissent :

« Nous avons assez d’opportunistes au « Vorwärts » et le cerveau de la rédaction, Eisner, n'a malheureusement pour lui pas les connaissances utiles sur l'histoire et la doctrine du parti, sans quoi il serait l'homme no 1. »

— August Bebel, Lettre à Victor Adler, Berlin, 23 octobre 1899.
Eisner rédige une biographie détaillée de Wilhelm Liebknecht peu après la mort de ce dernier, survenue en août 1900. Après la mort du rédacteur en chef, son rôle de chef au sein de la rédaction du Vorwärts demeure informel, car la direction du journal du parti est assurée par un collectif de rédacteurs cooptés. Des onze rédacteurs élus, quatre se groupent autour d’Eisner et de son collègue Georg Gradnauer, si bien que l’influence d’Eisner sur l'orientation du journal est le plus souvent maintenue, dans la mesure du moins où (contrairement à la plupart des rédacteurs exerçant des mandats, une charge publique ou devant faire face à des échéances électorales) il peut se consacrer à plein temps à son activité de journaliste. En 1905, les polémiques au sein de la rédaction ainsi qu'avec la direction du parti dégénèrent, ainsi que les controverses, aussi bien avec Eduard Bernstein qu'avec les « marxistes orthodoxes » du SPD. Comme il était envisagé, pour résoudre cette crise, de se séparer des rédacteurs partisans de la ligne Eisner pour les remplacer par des idéologues marxistes, la majorité de la rédaction décide de se démettre,.

### Indépendant et désargenté: de Berlin à Munich
La rédaction du Vorwärts prenant désormais une orientation révolutionnaire, Eisner passe le reste de l'année comme écrivain et journaliste sans affectation précise, mais reste au service du parti. C'est à cette époque qu'il publie Le Sultan de la Guerre Mondiale (Der Sultan des Weltkrieges) et La Fin de l’Empire (Das Ende des Reiches) ; en revanche, les ébauches de La noblesse – Histoire d'une classe dominante (Der Adel. Zur Geschichte einer herrschenden Klasse), de même que son projet d'une Histoire de la littérature allemande pour tous (Deutsche Literaturgeschichte für das Volk) ne se concrétiseront jamais. En octobre 1906, Eisner accepte la proposition du Fränkische Tagespost de Nuremberg de devenir rédacteur en chef à partir de mars 1907, prenant, là encore, la succession d’Adolf Braun. Son déménagement de Berlin provoque une rupture familiale : sa femme Elisabeth garde les enfants et reste dans la capitale. Plus tard, au début de la révolution de novembre 1918, Eisner confiera que les raisons de son départ pour la Bavière tenaient à ce que les gens y étaient plus libres, étant étrangers à l’ultra-discipline prussienne.
Entre 1907 et 1910, Eisner exerce donc la charge de rédacteur en chef du Fränkische Tagespost, un journal social-démocrate. Conséquence de l'éloignement de sa famille, sa liaison avec sa collaboratrice Else Belli, la fille du « vaguemestre rouge » (roter Feldpostmeister) Joseph Belli, est révélée. Le scandale, annoncé devant tous les comités internes du parti par le jeu de mots de casus belli, a pour ultime conséquence l’abandon d’Eisner en tant que candidat SPD pour l'arrondissement de Dessau aux élections du Reichstag de 1912. Les commérages finissent par rendre sa position au sein du journal nurembergeois problématique, si bien qu'en 1910, Eisner, à la suite d'un mauvais bilan annuel du Tagespost, se retire et déménage de nouveau, cette fois à Munich.
Eisner s’installe à Munich avec Else Belli, qu'il épouse en 1917 (après son divorce d'avec Elisabeth), et dont il aura deux filles. À la fin de 1910, il est collaborateur indépendant au journal Münchner Post et contribue en tant qu'écrivain, journaliste et critique de théâtre à plusieurs journaux et revues : il n'aspire plus qu'à l'indépendance, qu'il n'a pas plus trouvée dans la presse socialiste que dans la presse bourgeoise. À cette fin, il crée sa propre agence, appelée Arbeiter-Feuilleton, qui approvisionne les journaux sociaux-démocrates, surtout les innombrables quotidiens régionaux, en chroniques culturelles, lesquelles par ce biais connaissent une vaste diffusion. Son travail de chroniqueur lui permet de nouer de multiples contacts avec le milieu artistique et intellectuel (à l'époque très diversifié) de Munich. Il demeure en outre collaborateur politique au SPD jusqu'en 1917, mais malgré son indépendance professionnelle, n'exprime plus que de loin en loin ses prises de position pour les élections et ses avis sur les questions culturelles et de politique extérieure.

### La Grande Guerre
Le 27 juillet 1914, lors du rassemblement pacifiste provoqué par les sociaux-démocrates munichois, Eisner prononce un discours où il présente l'Empire russe comme la principale menace pour la paix et appelle la France, l’Angleterre et l’Allemagne à « conjurer la folie guerrière ». Mais si la guerre doit éclater, Eisner, persuadé que ce sera le fait d'une agression russe, estime qu'il faut défendre la patrie. Il salue au début de la guerre l'approbation par les élus de son parti des premiers crédits de guerre, permettant de mener « la guerre d'anéantissement contre le tsarisme ».
Pourtant, Eisner, après une analyse critique du déroulement et des motifs de la déclaration de guerre, se convertit en 1915 à un pacifisme radical, se pose « …en dernier ressort en critique impitoyable du régime, et même en véritable révolutionnaire. » : jusqu'à la fin de la guerre, Eisner est un critique éclairé de la politique d'agression allemande. Tandis qu'en 1914 il adhère encore à la thèse officielle d'une responsabilité russe au déclenchement du conflit (propagande qui flatte l'anti-tsarisme atavique des sociaux-démocrates allemands), il est convaincu dès le printemps 1915 que son pays a fait naître une guerre mondiale d'une « querelle d’Allemands ». Aussi s'oppose-t-il au soutien de la majorité par le groupe parlementaire du SPD au Reichstag et au Landtag de Bavière. Avec d'autres opposants au conflit (de Clara Zetkin à Ludwig Quidde en passant par Albert Einstein), il adhère à la Bund Neues Vaterland, où se regroupent les pacifistes de toutes tendances. En 1917, dans un contexte de défiance croissante (au sein même des élus du SPD) à l’égard de la politique d’union sacrée, il participe à la scission de l'aile pacifiste du parti qui crée le Parti social-démocrate indépendant d'Allemagne (USPD). Eisner est l'un des membres fondateurs du nouveau parti en Bavière, et à Pâques 1917 gagne Gotha pour l'inauguration des antennes régionales. À partir de 1917, il est le dirigeant de l’USPD à Munich.
Le ferment idéologique de l’USPD Munich, et le véritable fondement de l'action politique d'Eisner (pour une part importante, un travail d'interrogation rétrospective sur les causes de la guerre) s'expriment alors dans les soirées politiques tenues au restaurant Zum goldenen Anker, qu’Eisner préside chaque semaine à partir du 7 décembre 1916 et qui, peu avant la grande grève de janvier 1918, regroupent jusqu’à 150 participants. L'essentiel des assistants sont des membres des Jeunesses du SPD et des soldats réformés que leurs mutilations ont rendus inaptes au service, et à qui Eisner « faisait l'impression d'un directeur d'école, d'un professeur en retraite qui, de sa table au fond de la pièce, lançait le débat. ». Parmi les participants qui viennent par la suite rejoindre le groupe, on compte Felix Fechenbach (en), Oskar Maria Graf, Erich Mühsam, Johann Unterleitner, Ernst Toller, Joachim Kain, Sarah Sonja Lerch (de) et Josef Sontheimer : du point de vue politique, un groupe hétérogène de partisans modérés de la social-démocratie, du communisme et de l’anarchisme, et outre cela, « des hommes remarquables aux idéaux anthroposophiques et des poètes pacifistes ».
Après avoir organisé la grève des ouvriers des usines d'armement de Munich en janvier 1918, un épisode parmi d'autres des grèves allemandes de janvier 1918, appelant à la démocratisation du régime et à une paix de compromis, Eisner est arrêté à Munich le 31 janvier 1918 et condamné à une peine de prison. Il est libéré le 14 octobre (alors que l'effondrement du front ouest annonce avant peu la fin de la guerre), parce que l’USPD entend le présenter comme candidat aux prochaines élections au Reichstag.

### La «révolution de novembre» à Munich

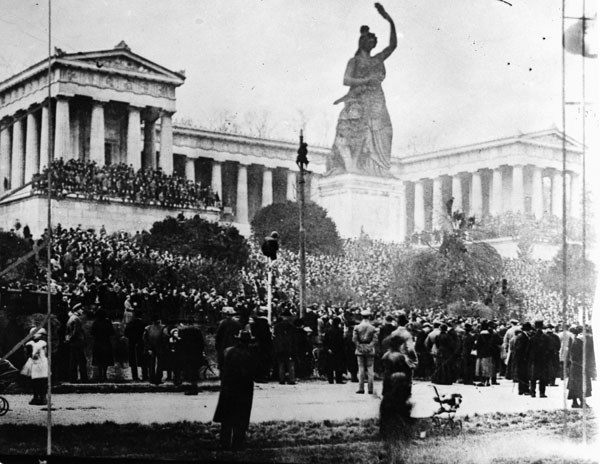
Rassemblement sur la Theresienwiese de Munich le 7 novembre 1918, qui marque le point de départ de la révolution de novembre en Bavière

Lors de la Révolution allemande déclenchée par les mutineries de Kiel à la fin de la Première Guerre mondiale, Eisner est en Bavière le meneur des évènements révolutionnaires, qui affectent Munich avant même la capitale impériale, Berlin. Avec le délégué de l'aile révolutionnaire de la Fédération paysanne de Bavière, Ludwig Gandorfer, Eisner, à l'issue d'un rassemblement de masse tenu dans la prairie de Theresienwiese le 7 novembre 1918, lance une marche de protestation populaire d'abord vers les casernes de Munich puis vers le centre-ville sans rencontrer de résistance notable. Dans la nuit du 8 novembre 1918, lors du premier conseil ouvrier dans la brasserie Mathäser, il proclame la « République libre de Bavière » (Freistaat Bayern, c'est-à-dire « libéré de la monarchie ») et prononce la déchéance de la maison régnante des Wittelsbach. Eisner, élu Premier ministre de la république de Bavière par le conseil ouvrier, forme peu après un cabinet regroupant des membres du SPD et de l'USPD, au sein duquel, outre son rôle de chef du gouvernement, il assume aussi les fonctions de ministre des Affaires étrangères. Le roi déchu, Louis III, se réfugie d'abord dans son château de Herrenchiemsee avant de prendre la fuite en Autriche.

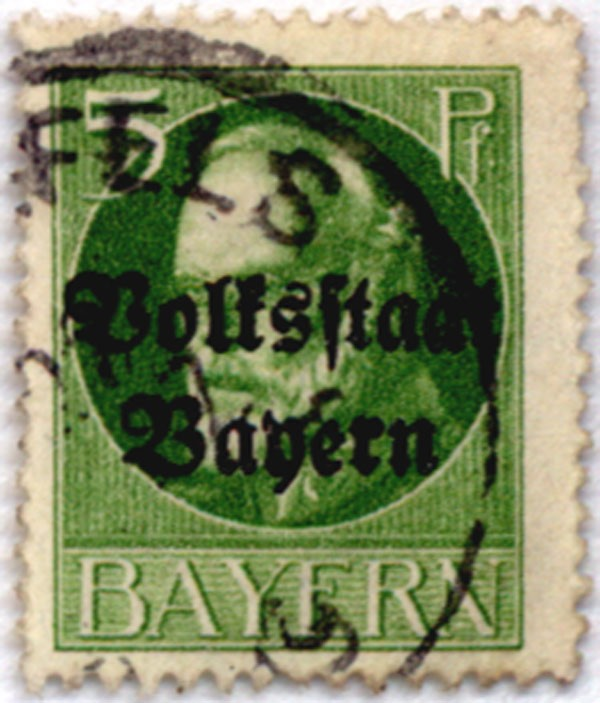
Timbre de la république de Bavière (avec la mention Volksstaat Bayern) après la déposition du souverain Louis III de Bavière.

Le 14 novembre 1918, Eisner invite à Munich Gustav Landauer, un théoricien anarchiste qu'il apprécie pour ses qualités d’écrivain et d’orateur et le prie de « contribuer par ses discours à l’éveil des esprits ». Landauer s'attèle immédiatement à la tâche, tant et si bien qu'à la mort d'Eisner, le 7 avril 1919, il est, en tant que commissaire politique, considéré comme l’un des meneurs de la « première » république des conseils de Bavière.
Les « cent jours » d’exercice qu’Eisner effectue en tant que Premier ministre de Bavière, sont ponctués de multiples changements, d'autant que le gouvernement fédéral, et particulièrement les ministres du SPD, n'y voient qu'un gouvernement provisoire en attente des prochaines élections régionales au Landtag, de sorte que les différentes discussions relatives aux institutions du futur État achoppent, notamment sur l'adoption d'un statut de démocratie parlementaire ou d'une république des conseils. Eisner, pour sa part, tient une position intermédiaire : il voit dans les conseils une instance consultative et de contrôle, opposée à un parlement élu, mais ne veut lui confier à long terme ni pouvoir législatif, ni pouvoir exécutif. Il approuve l'autorité des conseils au début de la révolution en tant que moyen d'éduquer le peuple à la démocratie.

« La révolution n’est pas la démocratie. Elle ne fait que préparer la démocratie. »

— Kurt Eisner
Sous le gouvernement d'Eisner, les banques, les grandes entreprises industrielles et financières ne sont pas touchées : leur collectivisation est repoussée. Les fonctionnaires royaux de la justice et la bureaucratie princière conservent leur affectation et la conserveront encore par la suite. Seules quelques réformes sociales et humanitaires sont entreprises au bénéfice des couches socialement défavorisées, surtout les ouvriers, notamment par l'adoption de la loi des huit heures, du droit de vote des femmes et la suppression de la tutelle religieuse sur les écoles. En cela, Eisner heurte l'influente Église catholique et la bourgeoisie conservatrice, qui voteront essentiellement pour le Parti populaire bavarois. Le cardinal Faulhaber taxe le gouvernement Eisner de « fléau de Jehova. »
En matière de politique étrangère, Eisner est à l'origine de menées séparatistes. Mais il ne parvient pas plus à faire aboutir sa proposition d'une « fédération du Danube » qui regrouperait l'Autriche, la Bavière et la toute jeune république de Tchécoslovaquie que son exigence selon laquelle la Constitution de Weimar n'est pas valable tant qu'elle n'a pas été approuvée par les différents Länder : la résistance du gouvernement fédéral aura raison de lui sur ces deux plans.
Pour accréditer la thèse de la culpabilité allemande mise en avant par les vainqueurs alliés de la Triple-Entente (en l'imputant à la Prusse et à son souverain), et pour obtenir ainsi des conditions d'armistice plus favorables à la Bavière, Eisner rend publics les rapports diplomatiques confidentiels du gouvernement de Bavière. C'est ainsi qu'il se met définitivement à dos non seulement les militaires, qui jusque-là l'ignoraient ou se défiaient plus ou moins de lui, les nostalgiques de l'Empire allemand et les bourgeois nationalistes qui le considèrent comme un traître, car à leurs yeux il dresse une moitié du pays contre l'autre, mais il choque la plus grande partie de l'opinion publique allemande, y compris Friedrich Ebert et les socialistes majoritaires. C'est pourquoi le 25 novembre 1918, il entre en conflit ouvert avec le gouvernement SPD d'Ebert à Berlin. Erhard Auer (de) qui dirigeait le SPD bavarois et avait été nommé ministre de l'Intérieur commence également à s'éloigner. Alors que dans la rue se multiplient les incidents, Eisner est mis en minorité au gouvernement et doit accepter la convocation de l'Assemblée nationale et dénoncer « les méthodes terroristes ».

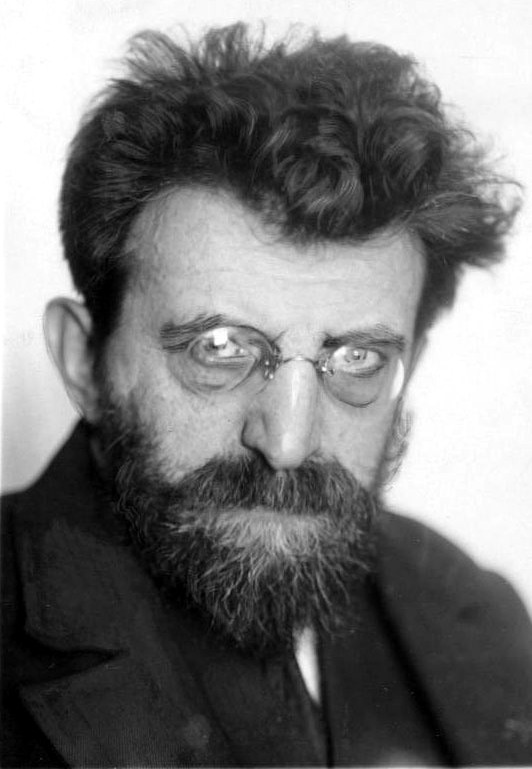
Erich Mühsam, meneur de la gauche révolutionnaire qui déborde sur la gauche les réformes d'Eisner

La riposte des éléments les plus radicaux est immédiate. Les gardes rouges menés par l'écrivain anarchiste Erich Mühsam ainsi que par des matelots mutinés rentrés de Kiel tentent un coup de force et obligent Erhard Auer à démissionner. Ils réclament la proclamation immédiate de la dictature du prolétariat. Eisner, malgré ses appels au calme, est ainsi débordé sur sa gauche. Le 11 décembre se forme à Munich un rassemblement spartakiste qui regroupe les éléments les plus radicaux de l'USPD et des militants du Parti communiste d'Allemagne (KPD) en formation, tel le Berlinois Max Levien. Eisner parvient tout de même à maintenir l'ordre et peut annoncer la tenue des élections pour le Landtag pour le 12 janvier 1919.
La gauche révolutionnaire groupée autour d'Erich Mühsam et le KPD fondé dans les premiers jours de janvier 1919 par le député munichois Max Levien exercent à leur tour une pression croissante sur le gouvernement instable de la coalition régionale du SPD et de l’USPD. La tentative d'occupation du ministère des affaires sociales de Munich par quelque 4 000 chômeurs, le 7 janvier 1919, est violemment réprimée par la police et fait trois morts et huit blessés. Eisner fait arrêter pour quelques jours les dirigeants du KPD et les partisans des conseils révolutionnaires ouvriers (Revolutionärer Arbeiterrat, RAR en abrégé) en tant que meneurs présumés des émeutes ; parmi les inculpés se trouvent Mühsam et Levien, qu'il faudra libérer peu après sous la pression des manifestants. À l'issue de ces événements, le KPD, les anarchistes et le RAR appellent au boycott des élections au Landtag. Kurt Eisner jouit toujours à ce moment du prestige de chef révolutionnaire, mais aux yeux de l'extrême-gauche, il est trop conciliant vis-à-vis de la majorité SPD du gouvernement, groupée autour de son rival politique, Erhard Auer. Dans ses décisions, Eisner leur paraît trop faible et trop hésitant pour véritablement mener à leur terme les exigences du programme révolutionnaire. 
À la veille des élections au Landtag de Bavière du 12 janvier 1919, et malgré les critiques croissantes contre ses mesures, Eisner s'imagine encore qu'une large majorité de la population le soutiendra, lui et l'USPD. Eisner qui s'était présenté dans 32 circonscriptions n'est élu dans aucune d'entre elles. Après la défaite cinglante de l'USPD aux élections avec seulement 2,5 % des voix, Eisner, quoiqu'invité à démissionner, s'en abstient jusqu'à la première session du nouveau parlement régional.
Le SPD présidé par Erhard Auer a obtenu 33 % des voix et le parti conservateur Bayerische Volkspartei (BVP), qui, avec l'appui des mouvements nationalistes de droite, a visé Eisner en tant que personne en menant dans la capitale une campagne de diffamation antisémite contre la « révolution judéo-bolcheviste », a obtenu 35 %. Avec 82 % des voix, les formations non révolutionnaires ont remporté un large succès. Le Landtag apparaît alors comme la seule autorité légitime représentant le peuple bavarois.

### L’assassinat et l’inhumation

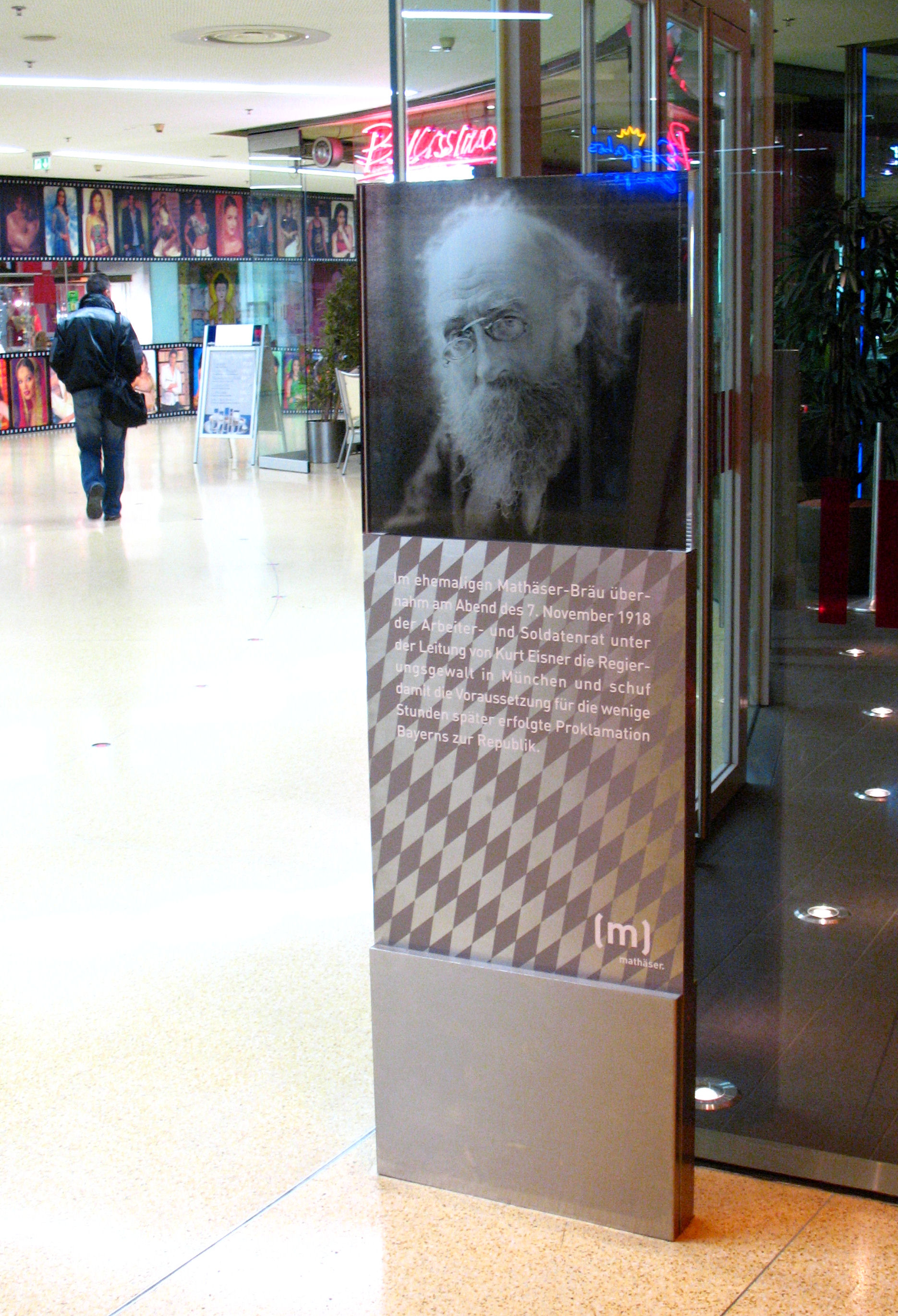
Kurt Eisner, Premier ministre de la république autonome de Bavière.

La situation sociale s'est dégradée. Entre décembre et mi-février, le nombre des chomeurs passe de 8 000 à 40 000, soit près de 20 % de la population active. 50 000 hommes de troupe attendent leur démobilisation travaillés tant par la propagande révolutionnaire que par celle des groupes nationalistes. Le 16 février, une réunion de masse est organisée par les conseils ouvriers pour protester contre la réunion du Landtag.
Le 21 février 1919, Eisner quitte le siège du ministère des Affaires étrangères de Bavière, où il a mis la dernière main à sa lettre de démission, et qu'il doit lire à 10 heures devant le nouveau Landtag. Il est accompagné de son secrétaire Felix Fechenbach (de), de son collaborateur aux Affaires étrangères, Benno Merkle (de), et de deux gardes du corps. Fechenbach avait pressé Eisner, à la suite de l'animosité publique contre lui et des diverses menaces de mort publiées les jours précédents, de prendre le chemin de la chambre régionale en empruntant la porte de derrière de l'hôtel, ce que l'ex-ministre avait écarté, disant : « On ne peut se dérober éternellement à une menace de mort, et on ne pourra me tuer qu'une seule fois. ». Alors qu'il traverse la Promenadestraße (devenue Kardinal-Faulhaber-Straße), Eisner est atteint à bout portant par deux coups de feu (l'un dans le dos, l'autre à la tête) tirés par un étudiant nationaliste (rattaché à la mouvance de la Société Thulé), lieutenant réserviste du Régiment royal d'infanterie de ligne de Bavière, le comte Anton Arco-Valley. Eisner meurt sur le coup. Le comte Arco donnera comme motif par la suite à son acte, entre autres, une « trahison secrète d'Eisner envers ses alliés ». Juste après l'attentat, le tueur est lui-même grièvement blessé de plusieurs coups de feu et maîtrisé par les deux gardes du corps. Il survivra grâce à une opération d'urgence pratiquée par le célèbre chirurgien Ferdinand Sauerbruch.
Deux heures après l'attentat contre Eisner, un garçon-boucher membre du Conseil révolutionnaire ouvrier (RAR), Aloïs Lindner (de), tue en représailles deux députés conservateurs depuis la tribune du public en pleine session du parlement (le commandant von Jareiss et Heinrich Osel (de), tous deux élus BVP), soupçonnant que le meurtre d'Eisner ait eu des commanditaires. Il tire également sur le président du SPD lui-même, Erhard Auer (de). En raison de ces événements extraordinaires, et sous le coup de la panique qui s'ensuit, la session ordinaire du parlement est ajournée. Auer survivra également à ses blessures grâce à une autre opération d'urgence du Dr Sauerbruch.

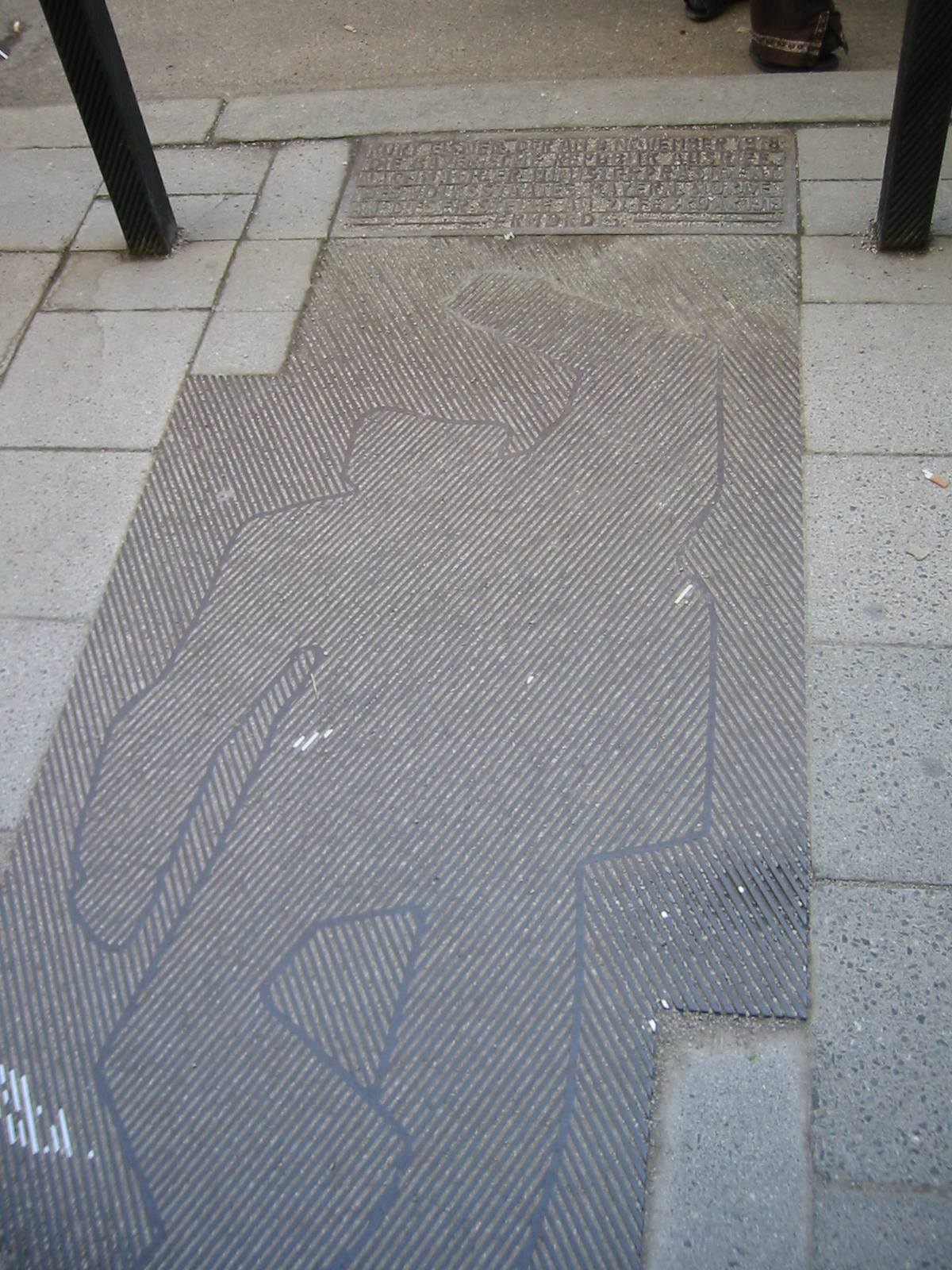
Le mémorial Kurt-Eisner à Munich (1989) rappelle l'empreinte du corps d'Eisner sur les lieux mêmes de l'attentat.

L'assassinat d'Eisner a pour conséquence la radicalisation de la situation politique. Le pouvoir réel est récupéré par le Comité central des Conseils d'ouvriers dans lequel les extrêmistes de gauche étaient rentrés massivement. Par peur d'une tentative de Putsch des cercles d'extrême droite, l'USPD appelle à la grève générale à Munich, la presse bourgeoise est interdite et les presses des journaux sont occupées. Par la suite, le gouvernement provisoire, présidé par Ernst Niekisch (SPD, plus tard USPD), occupe les locaux du Zentralrat der bayerischen Republik laissés vacants par le congrès des conseils.
Le 26 février 1919, le cercueil de Kurt Eisner est accompagné de la Theresienwiese au cimetière de l'Est (à Munich) par une foule estimée à près de 100 000 personnes. Puis, le corps est incinéré en présence d'un petit cercle d'intimes et les cendres inhumées ; les éloges posthumes sont prononcés par Hans Unterleitner (de) et Hugo Haase (USPD), Max Levien (KPD) et Gustav Landauer.
Sur ordre des nazis, l’urne funéraire sera transférée en 1933 au « nouveau cimetière israélite » (Neuen Israelitischen Friedhof) du cimetière nord dans une fosse commune avec celle de Gustav Landauer (ce dernier avait été exécuté par des soldats des corps francs le 2 mai 1919 à la chute de la république des conseils, soit onze semaines après la mort d'Eisner).
Sur les lieux de l'attentat contre Eisner, dans la rue du cardinal-Faulhaber, un mémorial rappelle depuis 1989 ces événements.

## Conséquences: la république des conseils et le procès Arco-Valley
Après l'assassinat d’Eisner, l'opposition entre les tenants d'une république parlementaire et les partisans d'une république des conseils s'intensifie. Le congrès des conseils et le Landtag se disputent la légitimité pour former le gouvernement. S'opposant à l'élection de Martin Segitz (SPD) comme Premier ministre par les Conseils le 1er mars 1919, le Landtag élit Johannes Hoffmann (SPD) chef du gouvernement autonome le 17 mars. Son gouvernement minoritaire, dominé par le SPD, soutenu par une coalition groupant les élus du BVP, la Confédération paysanne de Bavière (de) et surtout l’USPD, se tient toutefois sur la défensive et cèdera après les événements de Bamberg.
La république des conseils est proclamée dans la capitale régionale le 7 avril 1919, provoquant la démission des élus USPD du gouvernement. Le gouvernement de la république des conseils sera désormais dirigé par des intellectuels anarchistes et pacifistes, parmi lesquels Gustav Landauer, Erich Mühsam et le successeur d'Eisner à la présidence de l'USPD, Ernst Toller, puis par des membres du KPD comme Eugen Leviné, Max Levien ou Rudolf Egelhofer. D'autres villes de Bavière se rallient à la république des conseils. Au bout de quelques semaines, dans les premiers jours de mai 1919, elles sont occupées et livrées à la répression par les phalanges nationalistes des corps francs et les débris de la Reichswehr qui ont offert leurs services au Gouvernement régional de Bamberg (de) et au gouvernement fédéral dirigés par le SPD. Au cours des combats, les gardes rouges s'emparent de dix compagnons de la Société Thulé et de leurs proches ; ils les exécuteront ensuite dans un lycée, le Luitpold-Gymnasium. On estime que plus de 2 200 partisans de la république des conseils tombèrent, victimes des exactions des corps francs. La plupart des dirigeants sont assassinés, condamnés à mort par des tribunaux militaires ou condamnés à de lourdes peines de prisons par toutes sortes d'instances juridiques.
À l'issue de cette expérience relativement brève du socialisme, amorcée avec la venue au pouvoir d'Eisner en tant que Premier ministre, la Bavière devient définitivement une province réactionnaire et conservatrice, véritable « bastion de l'Ordre » dans l'Allemagne de la république de Weimar. C'est d'ailleurs à Munich qu’au cours des années vingt l'ascension politique d’Adolf Hitler et de son Parti national-socialiste des travailleurs allemands prend son essor, favorisé par l'anticommunisme et l'antisémitisme prévalents dans l'opinion après les tumultes révolutionnaires.
Le comte Arco-Valley, auteur de l'attentat, est accusé du meurtre. Comme il a été lui-même touché par balle après l'attentat et grièvement blessé, son procès devant le tribunal populaire (un tribunal d'exception avec délibérations à huis clos), ne s'ouvrira que huit mois après la déroute de la république des conseils qui succéda à la mort d'Eisner — presque un an après l’attentat. Le juge Georg Neithardt dirige les débats de manière superficielle. Les indices sur les relations entre le Haut État-major et la secrète Société Thulé, groupuscule d'extrême droite et germe du futur parti nazi, seront négligés. Arco est jugé comme assassin isolé. L'attendu du jugement spécifie que l'assassinat n'est pas « du ressort d'un motif crapuleux », mais qu'il a été inspiré par un « amour ardent de la patrie ». Malgré ces paroles conciliantes du juge envers les motivations du tueur, la cour condamne Arco à la peine capitale le 16 janvier 1920. Le gouvernement régional de Bavière le gracie dès le lendemain en application d'une décision des juges relatives aux motifs d'Arco et commue la peine en réclusion à vie à la forteresse de Landsberg-am-Lech, d'où il sera libéré à la suite d'un train d'amnisties en avril 1924 et définitivement relaxé par un jugement d'octobre 1927.

## Œuvres (sélection)
- Psychopathia spiritualis. Friedrich Nietzsche und die Apostel der Zukunft. Leipzig 1892.
- Wilhelm Liebknecht. Sein Leben und Wirken. Buchhandlung „Vorwärts“, Berlin 1900 [2. Aufl. 1906].
- Taggeist. Culturglossen. Berlin 1901.
- Der Zukunftsstaat der Junker. Manteuffeleien gegn die Sozialdemokratie im preußischen Herrenhaus am 11. und 13. Mai 1904. Buchhandlung „Vorwärts“, Berlin 1904.
- Der Geheimbund des Zaren. Der Königsberger Prozeß wegen Geheimbündelei, Hochverrat gegen Rußland und Zarenbeleidigung vom 12. bis 25. Juli 1904. Buchhandlung „Vorwärts“, Berlin 1904.
- Der Sultan des Weltkrieges. Ein marokkanisches Sittenbild deutscher Diplomaten-Politik. Kaden, Dresden 1906.
- Das Ende des Reiches. Deutschland und Preußen im Zeitalter der großen Revolution. Berlin 1907.
- Gesammelte Schriften. 2 Bände, Berlin 1919.
- Die Götterprüfung. Eine weltpolitische Posse in fünf Akten und einer Zwischenaktspantomime. Paul Cassirer, Berlin 1920 (Online).
- Die halbe Macht den Räten. Ausgewählte Aufsätze und Reden. Hrsg. von Renate und Gerhard Schmolze, Köln 1969.
- Sozialismus als Aktion. Ausgewählte Aufsätze und Reden. Hrsg. von Freya Eisner, Suhrkamp, Frankfurt am Main 1975.
- Zwischen Kapitalismus und Kommunismus. Hrsg. von Freya Eisner, Frankfurt am Main 1996.